# Kung An av Zhou
Kung An av Zhou, var en kinesisk monark. Han var kung av Zhoudynastin 401–376 f.Kr.